# Beata Kiełtyka
Beata Kiełtyka (ur. 14 marca 1981 w Myślenicach) – polska biathlonistka, uczestniczka mistrzostw świata w biathlonie w Pokljuce i dwukrotna uczestniczka mistrzostw świata juniorów w biathlonie, gdzie startowała bez większych sukcesów.

## Osiągnięcia

### Mistrzostwa świata
| Miejsce | Rok  | Miejscowość | Konkurencja       | Zwycięzca          |
| ------- | ---- | ----------- | ----------------- | ------------------ |
| 66.     | 2001 | Pokljuka    | bieg indywidualny | Magdalena Forsberg |
| 15.     | 2001 | Pokljuka    | sztafeta          | Rosja              |

### Mistrzostwa świata juniorów
| Miejsce | Rok  | Miejscowość     | Konkurencja       |
| ------- | ---- | --------------- | ----------------- |
| 20.     | 2000 | Hochfilzen      | bieg indywidualny |
| 20.     | 2000 | Hochfilzen      | sprint            |
| 19.     | 2000 | Hochfilzen      | bieg pościgowy    |
| 12.     | 2000 | Hochfilzen      | sztafeta          |
| 5.      | 2001 | Chanty-Mansyjsk | bieg indywidualny |
| 44.     | 2001 | Chanty-Mansyjsk | sprint            |
| 39.     | 2001 | Chanty-Mansyjsk | bieg pościgowy    |
| 6.      | 2001 | Chanty-Mansyjsk | sztafeta          |